# Eastfield (Yorkshire du Nord)
Eastfield est un village et une paroisse civile du Yorkshire du Nord, en Angleterre.